# Casino Santa Fe
El Casino Santa Fe es el único casino ubicado en la ciudad de Santa Fe, provincia de Santa Fe, Argentina. Fue inaugurado el 11 de agosto de 2008 y se encuentra ubicado en el Dique 1 del puerto de Santa Fe. Contiene una sala de juego con 875 máquinas de slots y ruletas, 30 mesas de paño, una sala de bingo y otra de póquer, dos restaurantes, un hotel con piscina y spa en la terraza, un gimnasio, un centro de convenciones y multitud de eventos y shows.

## Descripción
Es parte del complejo Puerto Ribera, que incluye el Hotel Los Silos, La Ribera Shopping y el centro de convenciones Los Maderos. Fue el segundo casino inaugurado en la provincia, luego del Melincué Casino & Resort de la ciudad homónima del sur provincial, abierto en el 2007. El propietario de este casino es el grupo Boldt Peralada, que conforman la empresa española Grup Perelada y la argentina Boldt S.A., que son dueños de otros casinos, como el ya mencionado Melincué Casino, el Salto Hotel & Casino (Uruguay), Rivera Hotel & Casino (Uruguay) y Ovalle Casino & Resort (Chile).
Para el 2019, contenía 30 mesas de paño, que se dividían en 17 mesas de ruleta, cinco de blackjack, tres de póquer caribeño con descarte, tres de Texas hold 'em y dos de mini punto y banca. Por otro lado, se enumeran 875 máquinas de slots y ruletas, siendo 596 slots de vídeo, 104 slots de rodillo y 100 puestos de ruleta electrónica. Separado se encuentran la sala de bingo y de póquer, donde se desarrollan torneos.
Entre los espectáculos musicales, teatrales y humorísticos que se presentaron en los salones del casino, destacan los de Dyango, Iván Noble, Coco Sily, Juan Darthés, Los Nocheros, Alberto Cortez, María Creuza, Roberto Pettinato, Chico Novarro, Raúl Lavié, María Martha Serra Lima, Alejandro Lerner, CAE, Estela Raval, los Midachi y Patricia Sosa, entre otros.